# Jean-Daniel Reynaud
Pour les articles homonymes, voir Reynaud.
 (mai 2021).
Jean-Daniel Reynaud (17 mars 1926 - 27 janvier 2019), universitaire français, a été professeur de sociologie du travail au Conservatoire national des arts et métiers (1959-1994) et directeur de la Revue française de sociologie (1985-1993). Il est aussi cofondateur de la revue Sociologie du travail et créateur du Laboratoire de sociologie du travail et des relations professionnelles au Conservatoire national des arts et métiers (1969).

## Biographie
Jean-Daniel Reynaud est né en Suisse le 17 mars 1926, à Lausanne. Normalien et agrégé de philosophie en 1946, il commence dès lors une carrière de chercheur en sociologie. En 1950, il entre au CNRS et se joint au Centre d’études sociologiques dirigé à l’époque par Georges Friedmann.
Ses travaux s’inscrivent au départ dans la nouvelle sociologie française qui se développe autour de Georges Friedmann. Celle-ci se caractérise par une réflexion sur l’avenir de la société française et par une posture méthodologique issue de la recherche américaine. Cette influence américaine est déterminante dans l’œuvre de Jean-Daniel Reynaud. Par exemple, la sociologie d’Anselm Strauss, qui est tout entière orientée autour de la négociation de l’ordre social, aura sur lui un impact décisif.
Une grande partie de ses recherches s’axent à cette époque autour de la compréhension du phénomène de la négociation et de son rôle dans la société. Jean-Daniel Reynaud remarque alors, au cours de ses enquêtes, que les syndicats en engageant des négociations avec le patronat, interviennent dans la production normative des situations de travail. La négociation, ainsi que le conflit qui la précède, sont donc selon lui un ensemble d’interactions qui se gouverne de manière endogène, en ce sens que cet ensemble crée ses propres règles. Le système des relations professionnelles crée donc le système social, système qui n’est pas gouverné par des normes extérieures, mais par des règles que ses acteurs inventent de manière continue. C’est la recherche d’un accord qui rend l’échange possible. Car les règles qui en découlent vont ordonner les interactions, et assurer le contrôle des acteurs en situation. 
Ces notions de contrôle, de conflits et de négociation amènent progressivement Jean-Daniel Reynaud à élaborer sa théorie de la régulation sociale. Elle se concrétise dans son principal ouvrage Les Règles du jeu : L’action collective et la régulation sociale publiée en 1989. Cette théorie repose essentiellement sur l’idée que la création, le maintien et la destruction des règles s’appuient sur une activité de régulation qui est mise en œuvre de façon permanente. 
Cette thématique de la production endogène des règles, qui sont créées et maintenues par des processus propres à un système social capable de s’autoproduire, sera également développée par des systémiciens comme Niklas Luhmann, ou par des sociologues marxiens comme Anthony Giddens avec sa théorie de la structuration.
Jean-Daniel Reynaud était, avant son décès, professeur honoraire de sociologie au Conservatoire national des arts et métiers.

## Publications
- Les syndicats en France, Seuil, 1963.
- (avec Gérard Adam et Jean-Maurice Verdier) La négociation collective en France, Paris, Editions Ouvrières, 1972.
- Sociologie des conflits du travail, Paris, PUF, 1982.
- Les Règles du jeu : L’action collective et la régulation sociale, Armand Colin, 1989.
- Le conflit, la négociation et la règle, Octares, 1995.